# هرلی
هرلی (انگلیسی: Hurley) یا هرلی اینترنشنال شرکت پوشاک آمریکایی است، که در سال ۱۹۷۹ توسط باب هرلی تأسیس شد. این شرکت در سال ۲۰۰۲ توسط نایکی خریداری شد و از سال ۲۰۱۹ شرکت بلوستار الاینس مالک آن می‌باشد. شرکت هرلی در زمینه تولید و فروش انواع لباس، مایو، دمپایی (صندل)، کیف و کوله‌پشتی فعالیت می‌کند. این شرکت هم‌اکنون مالک شبکه‌ای از ۳۸ فروشگاه در ایالات متحده می‌باشد. دفتر مرکزی آن در شهر کوستا مسا، کالیفرنیا قرار دارد.